# Bitwa o Manado
Bitwa o Manado – bitwa stoczona podczas wojny na Pacyfiku w czasie II wojny światowej. Została rozegrana w Menado (ob. Manado) w północnej części wyspy Celebes pomiędzy 11 a 13 stycznia 1942 roku jako próba Japończyków do stworzenia przyczółku do ataku na Australię przez wschodnią część Holenderskich Indii Wschodnich.

## Siły obu stron

### Holandia
Garnizon Menado (obecnie Manado) liczył ok. 1500 żołnierzy. Dowódcą był mjr B.F.A. Schilmöller, który pod swoim dowództwem miał kompanię „Menado” liczącą 188 żołnierzy (dowódca kpt. W.F.J. Kroon), pluton pancerny, posiadający trzy samochody pancerne typu Alvis Straussler AC3D (tzw. overvalwagen), dowodzony przez sierż. A.J. ter Voerta, Korpus Ochotniczy (Reservekorps Oud Militatren) dowodzony przez kpt. W.C. van den Berga (kompanie miały 3–8 plutonów, w każdym plutonie było 15 żołnierzy, łącznie w oddziale było 525 ludzi). Zorganizowano także Kort Verband Compagnie, która składała się z ochotników dowodzonych przez kpt. J.D.W.T. Abbinka. Kompania milicji (Europese Militie en Landstorm Compagnie) dowodzona była przez ppor. F. Masselinka i liczyła 200 ludzi (składała się z Europejczyków z Menado). Zorganizowano także oddziały milicji składającej się z tubylców – Menadonese Militie Compagnie, liczące 400 ludzi i dowodzone przez kpt. J.H.A.L.C. de Swerta. Ostatnim regularnym oddziałem holenderskim była Stadswacht, czyli Gwardia Cywilna w sile ok. 100 ludzi, którą dowodził por. M. A. Noltheniusa de Mana. Gwardziści dysponowali własną bronią, głównie myśliwską. W starciu z regularnymi oddziałami japońskimi stali na przegranej pozycji. Holendrzy oprócz wspomnianych 3 samochodów pancernych dysponowali 14 ciężkimi karabinami maszynowymi (7 osłaniało lotnisko Menado I przed atakiem z powietrza), 2 armatami kalibru 75 mm oraz 3 armatami kalibru 37 mm. Zadaniem sił mjr. Schilmöllera była obrona lotniska Menado II, które znajdowało się pod Langoan, lotniska Menado I (znajdującego się w pobliżu Mapanget) oraz bazy morskiej w Tasoeka. Holendrzy na początku 1941 roku, licząc się z możliwością ataku japońskiego, rozbudowali system lotnisk, które oprócz pasa startowego posiadały także zbiorniki z paliwem.

### Japonia
Japońskie siły inwazyjne składały się z Połączonego Oddziału Desantowego „Sasebo” (łącznie około 3200 żołnierzy dowodzonych przez kmdr. Kunizo Mori) wspartego przez kompanię czołgów lekkich „Typ 95”. W składzie Połączonego Oddziału Desantowego „Sasebo” znajdowały się: 1. i 2. Specjalny Oddział Desantowy Sasebo z bazy marynarki wojennej w porcie Sasebo. Były to jednostki w sile batalionu piechoty, powszechnie traktowane jako piechota morska. 1. Specjalny Oddział Desantowy Sasebo dowodzony był przez mjr. Masanari Shiga, na czele drugiego stał mjr. Uroku Hashimoto. Konwój opuścił port w Davao rankiem 9 stycznia, o godz. 4:00 rano w dniu 11 stycznia zespół dotarł w rejon Menado. W zajęciu Menado wzięły także udział jednostki spadochronowe. 11 stycznia z lotniska pod Davao wystartowało 26 samolotów transportowych, które przewiozły 519 spadochroniarzy z Yokosuka 1. Rikusentai. Spadochroniarze wchodzili w skład Specjalnych Sił Desantowych Marynarki Cesarskiej, oddziałem tym dowodził kmdr. Toyoaki Horiuchi. 12 stycznia 185 spadochroniarzy wylądowało także w rejonie lotniska Menado I.

## Bitwa
Lądujących japońskich żołnierzy pod Menado miał powstrzymać oddział kpt. Kroona, rozlokowany w rejonie wioski Tinoör. Holendrzy posiadali wsparcie armaty 75 mm, druga została uszkodzona w trakcie marszu na stanowiska. Kpt. Kroon, po zapoznaniu się z sytuacją, uznał, że Japończycy mają znaczącą przewagę, i nakazał wycofanie się z zajmowanych pozycji. Na stanowiskach pozostali jednak artylerzyści, którzy gotowi byli podjąć walkę za wszelką cenę.
Na pozycje pod Tinoör przybył w tym czasie oddział 35 ochotników pod dowództwem ppor. Masselinka, którzy natychmiast otworzyli ogień do Japończyków. Żołnierze japońscy nie pozostawali dłużni i pozycje Holendrów zostały ostrzelane ogniem broni maszynowej. Holendrzy nie spodziewali się tak silnego ostrzału, okazało się jednak, że w każdym plutonie czterech żołnierzy uzbrojonych było w pistolety maszynowe typu MP 35, dzięki czemu Holendrzy wbrew pozorom, dysponowali znaczącą przewagą ogniową. Odgłosy walki sprawiły, że wycofujący się żołnierze kpt. Kroona powrócili na swoje pozycje i włączyli się do akcji. Sytuacja Japończyków stawała się cięższa z każdą mijającą godziną. Brak zdecydowania ze strony holenderskiego dowództwa sprawił, że gdy podjęto decyzję o skierowaniu w rejon Tinoör większych sił, mających zlikwidować desant, oddziały japońskie częściowo opanowały szosę Menado–Tomohon. O godz. 10:30 na plaży wylądowały cztery czołgi „Typ 95". Jeden, co prawda ugrzązł na plaży, jednak pozostałe weszły do walki. Ogień maszynowy załóg czołgów zlikwidował punkty oporu żołnierzy holenderskich. O godz. 15:00 pozostali przy życiu obrońcy rozpoczęli odwrót do Kakaskasen.
Drugim miejscem desantowania oddziałów japońskich był rejon wsi Kema. Obszaru tego broniła kompania A por. A.O. Rademy z Korpusu Ochotniczego. Składała się ona z 8 plutonów, z których dwa znajdowały się pod Kemą, a pozostałe broniły lotniska w Mapanget oraz szybów naftowych w Likupangu i Bitungu. Japończycy wylądowali o godz. 3:00 rano 11 stycznia. Por. Radema podjął decyzję o wycofaniu się z wybrzeża i zajęciu pozycji obronnej w rejonie Airmadidi. Holendrzy wzmocnili swoją linię obrony pod Kemą, budując tam cztery drewniane bunkry. Niestety, nie posiadali żadnej broni maszynowej. O godz. 9:00 pod Airmadidi podeszła japońska piechota wspierana przez trzy czołgi. Holendrzy stawiali zacięty opór, czołgi japońskie zniszczyły jednak umocnienia, dzięki czemu Japończycy zdusili opór obrońców. Załogi bunkrów osłaniały wycofujących się żołnierzy kompanii A. Lotnisko Langoan osłaniane było przez kompanię D por. J.G. Wiellinga, który posiadał do swojej dyspozycji jeden samochód pancerny, dowodzony przez st. sierż. H.J. Robbemonda. Dowódca rejonu – kpt. W.C. van den Berg – zdając sobie sprawę ze znaczenia lotniska, skierował tam dodatkowo (10 stycznia) dwa samochody pancerne, dowodzone przez st. sierż. Tera Vostra i sierż. Bojoha.
Rankiem 11 stycznia o godz. 9:00 na płycie lotniska zaczęli lądować japońscy spadochroniarze. Do akcji wysłano 334 spadochroniarzy pod dowództwem kpt. Someja. Rozpoczęła się krwawa bitwa. Załogi samochodów pancernych otworzyły ogień, który zdziesiątkował japońskich spadochroniarzy. Poległ dowódca, 2 dowódców kompanii oraz 32 spadochroniarzy. Rannych zostało 90 żołnierzy. Holendrzy zmuszeni zostali do wycofania się. Japończycy rozwścieczeni silnym oporem dokonali masakry holenderskich jeńców. Zamordowano (przez ścięcie głowy) por. Wiellinga, st. sierż. Robbemonda i kpt. Visschera oraz 9 żołnierzy. Szczególnie znęcano się nad żołnierzami wchodzącymi w skład załóg samochodów pancernych, w miasteczku Kakas pojmano szer. Taurana i Toemoedi, których najpierw torturowano, a później zakłuto bagnetami. Podobny los spotkał żołnierzy z grupy kpt. Kroona, którzy dostali się do niewoli 26 stycznia. Kompania E sierż. Maliëzera (15 żołnierzy) rozpoczęła walki partyzanckie. 8 lutego żołnierze tego oddziału zaatakowali i zniszczyli posterunek japoński w Kanejan. Japończycy natychmiast rozpoczęli represje wśród ludności cywilnej, w Kampongu powieszono 5 osób pochodzenia europejskiego. Oddział sierż. Maliëzera dostał się do niewoli 12 lutego. Dowódca oddziału został rozstrzelany w Langoan. 20 lutego do niewoli wzięto oddział kpt. van den Berga.